# Parallelia irregulata
Parallelia irregulata là một loài bướm đêm trong họ Erebidae.